# No, home, non
No, home, non es el cuarto álbum de estudio del grupo asturiano Los Berrones, publicado por Zafiro Records en 1993. Al igual que sus dos anteriores trabajos, Si rompe, que rompa (1990) y ¿Lo tuyo cómo ye? (1992), el grupo grabó No, home, non en unos estudios de Madrid.

## Lista de canciones
| N.º | Título                    | Duración |  |
| 1.  | «Doite un güevu»          |          |  |
| 2.  | «Animal del disco-bar»    |          |  |
| 3.  | «Ponte en postura»        |          |  |
| 4.  | «Ente les fabes»          |          |  |
| 5.  | «No, home, non»           |          |  |
| 6.  | «Agárrate al mangu»       |          |  |
| 7.  | «Compra una consola»      |          |  |
| 8.  | «Nun me cuentes batalles» |          |  |
| 9.  | «Igual tú que yo»         |          |  |
| 10. | «El mío pueblu»           |          |  |
| 11. | «Como Prince»             |          |  |
| 12. | «Beverly Hills»           |          |  |